# 大塚茂
大塚 茂（おおつか しげる、1911年1月8日-2004年4月13日）は、日本の官僚、実業家。郵政事務次官・日本航空常務理事・新東京国際空港公団総裁を歴任した。

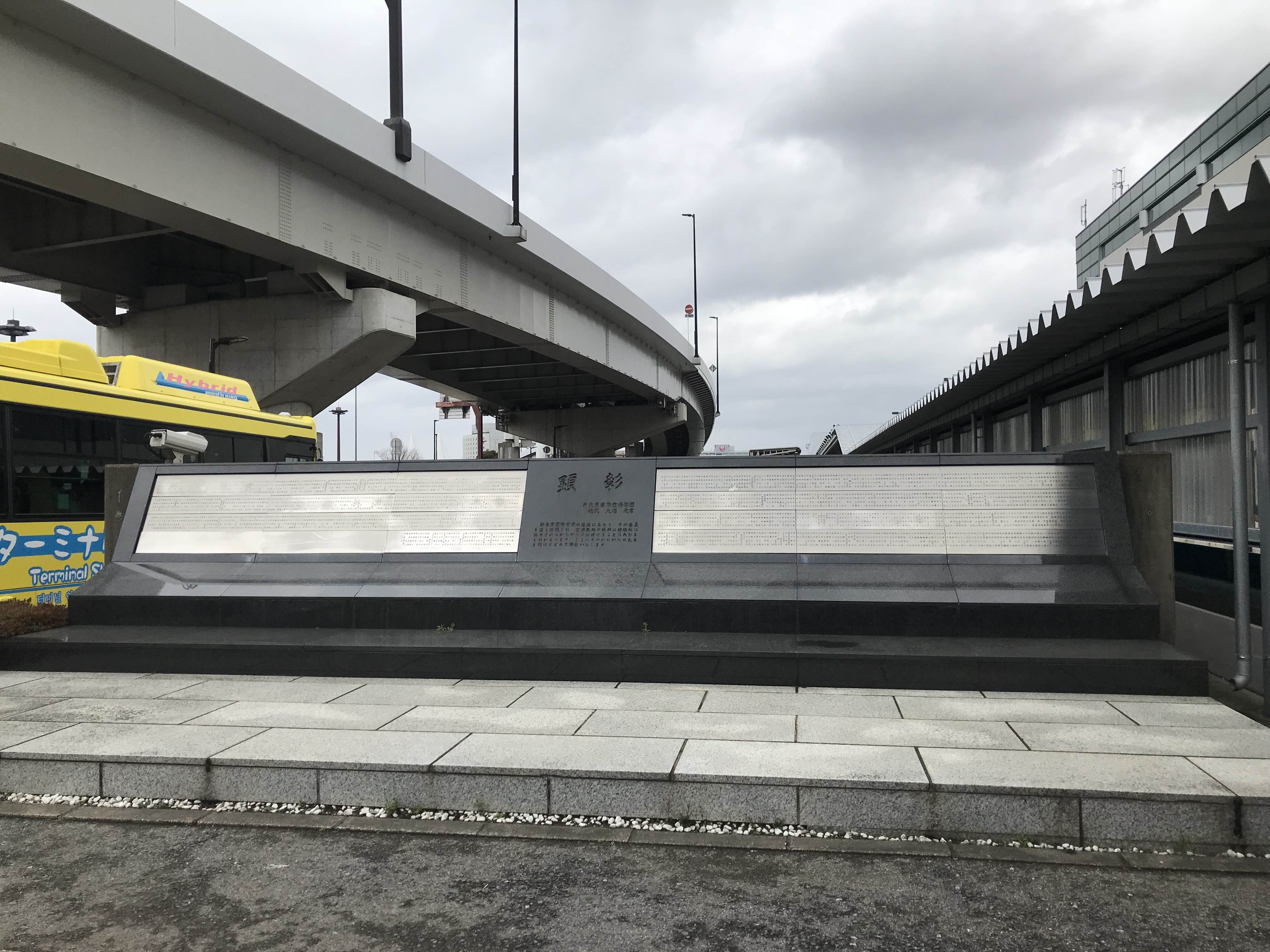
成田空港内の用地提供者顕彰碑。空港公団総裁として大塚の名が刻まれている。

## 来歴
東京帝国大学法学部政治学科卒業。東京帝大法学部政治学科在学中に高等試験行政科を合格。1936年、逓信省入省。貯金保険局保険業務課長、資材局調整課長、大臣官房文書課長、大臣官房資材部長、名古屋郵政局長、大臣官房人事部長などを務める。1957年10月、簡易保険局長。その後は貯金局長となり、1961年6月16日、郵政事務次官。1962年5月、退官。
郵政事務次官退官後、日本航空の常務理事となるが、「次の埼玉県知事に推す」と請われて1966年に埼玉県副知事になる。
埼玉県知事選に出馬しようとしたが、現職の栗原浩が続投したことや1972年に行われた選挙での自由民主党の調整により、出馬を断念し浪人となる（なお、大塚を抑えて自民党の推薦を得た大野元美も選挙で畑和に敗れている）。その後、田倉八郎より逓信協会（現・通信文化協会）理事長のポストを譲られる。
1974年7月30日、新東京国際空港公団総裁となる。事務次官時代の郵政大臣は田中角栄で、知事選断念時の自民党埼玉県会長も田中派の福永健司であり、運輸事務次官経験者を差し置いての総裁就任は当時内閣総理大臣であった田中による埋め合わせとしての側面が大きいとされる。大塚によれば、後輩の西村尚治が田中に掛け合い国際電信電話の会長職を打診されたが、「もっと実質のある仕事がしたい」と断ったところ、空港公団総裁のポストを再度打診され、受諾したのだという。なお、前任者の今井栄文は、逓信省での後輩にあたる。
就任当時、航空燃料輸送問題が開港の障害となっており、鉄道による暫定輸送も茨城県側の自治体が反対していたが、大塚は茨城県知事の岩上二郎と同じ旧制水戸高等学校出身であったこともあり、徐々に茨城県と沿線の3町（神栖町・潮来町・鹿島町）を軟化させ、反対撤回にこぎつけることに成功した。その結果、岩山鉄塔撤去に反発する過激派に総裁室を襲撃されることもあったが、成田空港の開港に立ち会うことができた。しかし、千葉市長の荒木和成との関係悪化により本格パイプラインの敷設が遅延したことなどから1980年7月28日に運輸大臣の塩川正十郎に辞表を提出し、8月4日に辞任した。
総裁退任後の1993年に中核派の時限式発火装置で自宅を放火され、乗用車が全焼している。